# Club Deportivo Cultural Patriotas
El Club Deportivo Cultural Patriotas Fútbol Club o más conocido como Patriotas FC, es un club de fútbol de Perú, de la provincia de Tacna, en el departamento homónimo. Fue fundado en 2023 y desde 2025 participa en la Liga 3, la tercera categoría del fútbol nacional, la cual es semiprofesional.

## Historia

### 2023: Fundación y ascenso a liga distrital
El Club Patriotas FC fue fundado el 20 de septiembre de 2023, ese mismo año jugó la segunda división distrital de Gregorio Albarracín. Terminó la campaña siendo campeón y por lo tanto, ascendió a la liga distrital.

### 2024: Ascenso a la Liga 3
En la campaña 2024 sale subcampeón de la liga distrital de Gregorio Albarracín, posteriormente quedó subcampeón en la etapa provincial de Tacna y finalmente sale subcampeón en la etapa departamental tras quedar en segundo lugar, detrás de Bentín Tacna Heroica. Sin embargo, clasificaría a la etapa nacional por primera vez en su historia. En la etapa nacional quedaron eliminados en la fase regular en el puesto 42 con 5 puntos, incluido un partido perdido contra Viargoca FC por walkover.
Pese a quedar eliminados en la fase regular, debido a que su coterráneo Bentín Tacna Heroica clasificó a la final de la Copa Perú y su automático ascenso a la Liga 2, Patriotas FC asciende a la Liga 3 como su reemplazo.

## Estadio
El club juega de local en el Estadio Jorge Basadre Grohmann que se encuentra ubicado en Tacna y tiene capacidad para 19.850 personas, fue inaugurado 1954 como Estadio Modelo de Tacna. Sin embargo durante su remodelación para la Copa América 2004, fue renombrado como Jorge Basadre quien fuera historiador tacneño. 

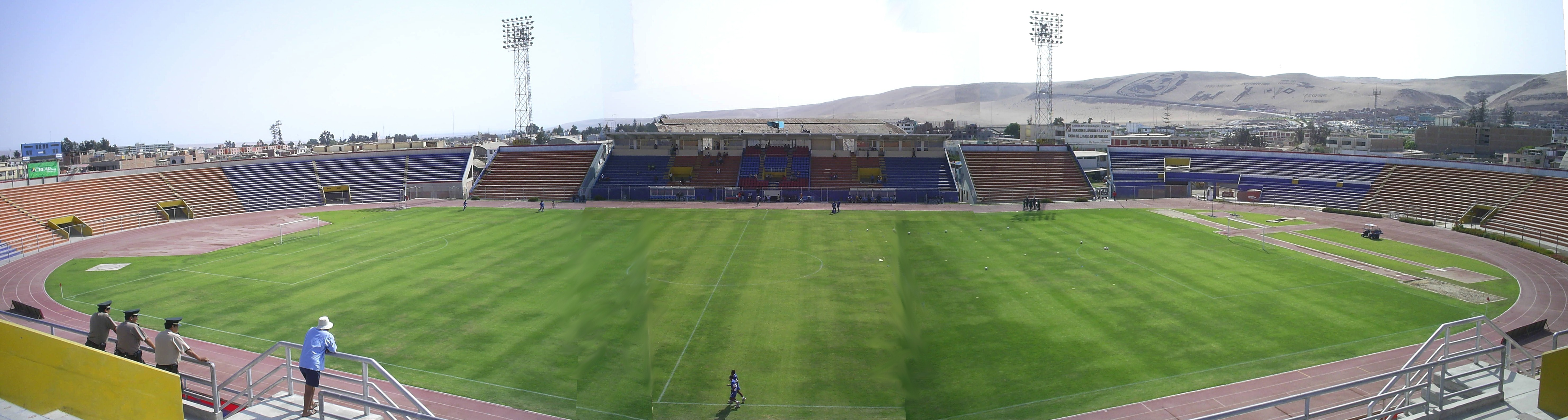
Estadio Jorge Basadre de Tacna.

## Palmarés

### Torneos regionales
| Competición regional                        | Títulos | Subcampeonatos |
| ------------------------------------------- | ------- | -------------- |
| Liga Departamental de Tacna (0/1)           |         | 2024           |
| Liga Provincial de Tacna (0/1)              |         | 2024           |
| Liga Distrital de Gregorio Albarracín (0/1) |         | 2024           |